# کالین اسمیت (قایقران)
کالین اسمیت (انگلیسی: Colin Smith؛ زادهٔ ۲۳ سپتامبر ۱۹۸۳) قایقران روئینگ اهل بریتانیا است.
از فیلم‌ها یا برنامه‌های تلویزیونی که وی در آن نقش داشته‌است می‌توان به بیلی مدیسن اشاره کرد.